# Saycon Sengbloh
Saycon Sengbloh, née le 23 octobre 1977 à Atlanta (Géorgie), est une actrice américaine. Elle est notamment connue pour ses rôles dans les séries télévisées Scandal, In the Dark et Les Années coup de cœur. 

## Filmographie

### Cinéma
- 1999 : Un coeur dans les étoiles : Dearie jeune
- 2007 : Across the Universe : la chanteuse de Sadie
- 2017 : Double Play : Nora
- 2018 : Ask for Jane : Roberta
- 2021 : A Shot Through the Wall : l'organisatrice communautaire
- 2021 : Respect : Erma Franklin[2]
- 2025 : Love, Brooklyn de Rachael Abigail Holder : Beth

### Télévision

#### Séries télévisées
- 1999 : Dawson : une complotiste
- 2008 : New York, police judiciaire : infirmière Jamie Peltzer
- 2014 : The Good Wife : Stacie Wagner
- 2014 : Songbyrd : Ellory
- 2016 : The Night Of : Officier Tombs
- 2017 : Scandal : Angela Webster (5 épisodes)
- 2017 : Ten Days in the Valley : Diane (2 épisodes)
- 2019 : The Passage : Jeanette Bellafonte
- 2019–2020 : In the Dark : Jules Becker (14 épisodes)
- 2021 : Delilah : Leah (8 épisodes)
- 2021 : Les Années coup de cœur : Lillian Williams (9 épisodes)

#### Téléfilms
- 1997 : The Ditchdigger's Daughters : Kimberly
- 2008 : The Prince of Motor City : Roz
- 2017 : Controversy : Ava Courtney

#### Émissions
- 2009 : Late Show with David Letterman : Membre de la tribu
- 2009 : The Tonight Show with Conan O'Brien
- 2010 : Late Night with Jimmy Fallon : Sandra